# Sa Đà
Sa Đà (tiếng Trung: 沙陀; bính âm: Shātuó), còn gọi là Xử Nguyệt (處月), Chu Da (朱邪 hay 朱耶) vốn là một bộ lạc Tây Đột Quyết vào thời nhà Đường, sinh sống theo lối du mục ở khu vực đông nam bồn địa Chuẩn Cát Nhĩ thuộc Tân Cương (nay thuộc Ba Lý Khôn), tên gọi Sa Đà có nguồn gốc từ việc vùng đất này có các gò cát lớn.

## Tây Vực tranh hùng
Người Sa Đà có nguồn gốc từ người Xử Nguyệt. Năm Trinh Quán thứ 7 (633) thời Đường Thái Tông, thủ lĩnh bộ lạc Xử Nguyệt từng theo quý tộc Tây Đột Quyết A Sử Na Di Xạ đến Trường An. Sau đó, Xử Nguyệt bộ lệ thuộc Ất Bì Đốt Lục khả hãn. Năm 642, Ất Bì Đốt Lục khả hãn tiến công Y châu (伊州, nay là Cáp Mật, Tân Cương), cũng phái Xử Nguyệt bộ và Xử Mật bộ bao vây Thiên Sơn quân (trị sở ở tây bắc Thác Khắc Tốn, Tân Cương), song đều bị quân Đường đánh bại.
Những năm Vĩnh Huy (653 hoặc 654) thời Đường Cao Tông, quân Đường tiêu diệt quân Tây Đột Quyết của A Sử Na Hạ Lỗ, Xử Nguyệt bộ cũng bị đánh bại. Năm 702, tại Đình châu (庭州, nay thuộc Cát Mộc Tát Nhĩ, Tân Cương), triều Đường thiết lập Bắc Đình đô hộ phủ, thủ lĩnh Sa Đà bộ Chu Da Kim Sơn do có công cùng quân Đường đánh bại người Thiết Lặc, được phong là "Kim Mãn châu đô đốc", thuộc quyền quản hạt của Bắc Đình đô hộ. Sau đó, con của Chu Da Kim Sơn là Chu Da Phụ Quốc do chịu áp lực từ Thổ Phồn nên đã đưa bộ lạc di cư về phía bắc đến Đình châu.
Sau loạn An Sử, Hồi Hột chiếm giữ khu vực Tân Cương ngày nay, Thổ Phồn cũng tận dụng thời cơ chiếm cứ Hà Tây, Lũng Hữu (nay thuộc Cam Túc). Người Sa Đà bị Hồi Hột áp bức nên chuyển sang nương tựa vào Thổ Phồn, đến năm 789 thì liên quân công chiếm Đình châu. Để ngăn ngừa Sa Đà và Hồi Hột câu kết, Thổ Phồn đã buộc người Sa Đà di cư đến Cam châu (甘州, nay thuộc Trương Dịch, Cam Túc), phong con của Chu Da Phụ Quốc là Chu Da Tận Trung (cụ của Lý Khắc Dụng) là "thống quân đại luận", thường dẫn quân Thổ Phồn tiên phong.

## Dời đến Trung Nguyên
Khoảng năm 800, Hồi Hột công chiếm Lương châu, Thổ Phồn thấy vùng đất của người Sa Đà gần sát Lương châu nên lại muốn buộc họ phải di cư đến vùng cao nguyên phía tây Hoàng Hà. Năm 809, người Sa Đà không muốn di cư về phía tây nên Chu Da Tận Trung đã suất toàn thể bộ chúng chạy sang nương nhờ triều Đường. Thổ Phồn tiến hành truy sát, người Sa Đà vừa chiến vừa chạy, trong ba vạn người thì chỉ có gần hai nghìn người đến được Linh châu (靈州, nay thuộc Linh Vũ, Ninh Hạ), Chu Da Tận Trung cũng chiến tử, con là Chu Da Chấp Nghi kế vị. Linh Diêm tiết độ sứ Phạm Hi Triêu (范希朝) cho người Sa Đà an định tại Diêm châu (鹽州, nay là Diêm Trì, Ninh Hạ), Chu Da Chấp Nghi được phong chức Âm Sơn đô đốc phủ binh mã sử, chiêu nạp cựu bộ.
Sau đó, Phạm Hi Triêu đến nhậm chức ở Thái Nguyên phủ, để đề phòng người Sa Đà làm phản, triều đình đã lệnh cho họ phải di cư đến Hoàng Hoa Đôi (黃花堆, nay thuộc Sơn Âm, Sơn Tây), sau lại phân binh lính của người Sa Đà lệ thuộc các bộ, trở thành một nguồn lính quan trọng của quân Đường. Đến thời Đường Ý Tông, con của Chu Da Chấp Nghi là Chu Da Xích Tâm do có công trấn áp cuộc nổi dậy của Bàng Huân nên được ban danh tính là Lý Quốc Xương.

## Nổi lên cuối thời Đường
Năm 876, con của Lý Quốc Xương là Lý Khắc Dụng chống lại triều Đường, công chiếm Đại Đồng. Năm 880, Lý Khắc Dụng bị quân Đường đánh bại, phụ tử phải suất bộ chúng chạy về phía bắc nương nhờ Thát Đát. Đến khi Hoàng Sào nhập Trường An, các phiên trấn của triều đình Đường không xuất viện quân ứng cứu, Đường Hi Tông phải nhờ Lý Khắc Dụng tiến binh đánh Hoàng Sào, đến năm 883 thì Hoàng Sào chết. Triều đình Đường phong Lý Khắc Dụng là Hà Đông (tức tỉnh Sơn Tây) tiết độ sứ. Sau khi Hoàng Sào chết, cựu tướng Chu Toàn Trung có thế lực ngày càng lớn mạnh, tranh chiến với Lý Khắc Dụng tại Hoa Bắc. Năm 907, Chu Toàn Trung kiến lập triều Hậu Lương, diệt nhà Đường, Trung Hoa vào thời kỳ Ngũ Đại Thập Quốc. Lý Khắc Dụng là một sứ quân không thần phục nhà Lương.

## Ba họ xưng đế
Năm 923, triều Hậu Lương bị con của Lý Khắc Dụng là Tấn Vương Lý Tồn Úc tiêu diệt, Lý Tồn Úc kiến lập triều Hậu Đường, đánh bại cha con Lưu Nhân Cung, chiếm cứ U châu (幽州, thuộc Bắc Kinh ngày nay).
Sau khi lập nước, Lý Tồn Úc si mê hí kịch và săn bắn, phó thác chuyện quốc gia đại sự cho con hát và hoạn quan. Năm 926, con nuôi của Lý Khắc Dụng là đại thái bảo Lý Tự Nguyên khởi binh ở Ngụy châu (魏州, nay thuộc Hàm Đan, Hà Bắc), sau đó lên ngôi, trở thành Hậu Đường Minh Tông. Năm 933, Hậu Đường Minh Tông qua đời, Mẫn Đế ở ngôi được một năm thì bị con nuôi của Lý Tự Nguyên là Lý Tùng Kha soán vị. Lý Tùng Kha biếm chức một viên tướng người Sa Đà là Thạch Kính Đường. Thạch Kính Đường chạy đến chỗ Khiết Đan, tự xưng là "hoàng đế con" ("nhi hoàng đế"), mượn quân Khiết Đan diệt Hậu Đường.
Năm 936, Thạch Kính Đường lập ra triều Hậu Tấn, gọi Liêu Thái Tông của triều Liêu là cha, cắt đất cống nạp. Sau khi Thạch Kính Đường qua đời, người kế vị là Thạch Trọng Quý phản Liêu, bị Liêu đánh bại và bắt giữ, Hậu Tấn diệt vong.
Sau đó, nguyên đại tướng của Hậu Tấn, cũng là một người Sa Đà, tên là Lưu Tri Viễn tiến hành khởi binh ở Thái Nguyên, lập ra triều Hậu Hán vào năm 947. Nhưng chỉ cuối năm đó Tri Viễn bị bệnh qua đời, con là Lưu Thừa Hưu lên thay suy yếu, bị Quách Uy thay thế lập ra nhà Hậu Chu vào năm 950.
Một thành viên hoàng tộc Hậu Hán là Lưu Sùng đã xưng đế tại Thái Nguyên, tuyên bố kế tục Hậu Hán, sử gọi là nước Bắc Hán. Bắc Hán được sự che chở của triều Liêu. Năm 979, Tống Thái Tông (triều đại kế tục Hậu Chu) xuất quân tiêu diệt Bắc Hán, toàn thể họ Lưu bị bắt giải đến kinh thành Khai Phong.
Sau đó, tộc Sa Đà dung hợp với người Khiết Đan và người Hán, không còn là một dân tộc độc lập. Người Hắc Xa Tử Thất Vi sống du mục tại Âm Sơn Trường Thành và Uông Cổ bộ thời Nguyên là hậu duệ của người Sa Đà. Hậu duệ của những người Sa Đà theo Tấn Vương Lý Khắc Dụng đến Thát Đát sau dần dần dung hợp vào người Mông Cổ.